# Lambrecht Lambrechts
Lambrecht Lambrechts (Hoeselt, 24 september 1865 - Gent, 13 augustus 1932) was een Vlaamsgezind schrijver en dichter. Hij publiceerde eveneens onder de pseudoniemen R.L. Doornkapper, Jan van Hasselt en J. Herten.

## Levensloop
Lambrecht Lambrechts, pseudoniem van Lambrecht Renier, was de zoon van Willem-Hendrik Lambrechts en Rosalia Somers. Zijn vader was hoofdonderwijzer in Hoeselt, wat hem de bijnaam "Lemmen van de Meester" bezorgde.
In Hoeselt volgde hij de lagere school en kreeg hij ook zijn eerste muzikale opleiding van de koster van Werm. Daarna ging hij naar het Koninklijk Atheneum van Tongeren, waar hij Camille Huysmans en Jef Cuvelier leerde kennen.
In 1884 ging hij naar de normaalschool in Brugge en behaalde er in 1887 het diploma van regent Nederlands en Engels.
Daar hij niet onmiddellijk werk had ging hij zangonderricht volgen in het Koninklijk Conservatorium Luik.
In 1889 werd hij tot leraar benoemd aan de Rijksnormaalschool te Ronse, waar hij bleef tot in 1901.
Op 25 augustus 1894 trouwde hij in Ronse met de pianovirtuose Maria Vanden Doorne, met wie hij meer dan 100 zangavonden gaf in Vlaanderen.
In 1901 werd hij leraar aan de normaalschool in Lier en van 1905 tot 1918 aan de normaalschool in Gent. Hij verhuisde in 1905 naar de Kunstlaan nr. 51 in Gent. Aan dit huis hebben zijn vrienden (waaronder Emiel Hullebroeck) in 1933 een gedenkplaat laten plaatsen.
In 1912 werd hij ridder in de Leopoldsorde.
in 1919 werd hij (wegens zijn "flamingantisch non-conformisme") overgeplaatst naar de normaalschool in 's-Gravenbrakel.
Zijn laatste overplaatsing (naar Blankenberge) gebeurde in 1921, waar hij les gaf tot in 1925 (hij was toen 60 jaar).
In 1922 stichtte hij samen met Emiel Hullebroeck het muziekmaandblad Muziekwarande, waarvan het laatste nummer verscheen in december 1931.
Van 1923 tot 1926 gaf hij ook les aan het door Jan Baptist Wannyn opgerichte Handels- en Taalinstituut in de Savaanstraat in Gent.
Na zijn overlijden op 13 juli 1932 werd zijn stoffelijk overschot in april 1933 overgebracht naar zijn geboortedorp, waar op de gemeentelijke begraafplaats een grafmonument werd opgericht. Er is in Hoeselt ook een straat naar hem genoemd.

## Voornaamste werken

### Liederteksten
- De Vlaemsche Zanger (100 liederen) (1912, 1925)
- De Duinen (getoonzet door Armand Preud'homme)
- Het Lied van Pater Callewaert (getoonzet door Emiel Hullebroeck)
- Omdat ik Vlaming ben (getoonzet door Maria Matthyssens)
- Het groetend kindje (getoonzet door August De Boeck)

### Liedboeken
- Mijn liedergarve uit Limburg (1888 geschreven, in 1937 postuum uitgegeven)
- Het zingende Vlaanderen (1922)

### Novellen en romans
- Uit de Demergouw (1903)
- Het Mirakelfeest (1906)
- Paaseieren (1908)
- Dierennovellen (1910)
- Uit Belgisch Limburg (1911)
- Limburgs leven' (1913)
- Het Wingewest (1914)
- Limburgse Beelden (1922)
- Om moeders wil (1925)

### Gedichten
- Rond het klavier (1901)
- De vrolijke Limburger (1905)
- Mate en minne (1909)
- Kleine keuze (1924)

### Libretto's
- Sepp'l, samen met Louis De Vriendt, getoonzet door Emiel Hullebroeck.
- Cupidodictator, getoonzet door Emiel Hullebroeck.